# Balarāmpur (ort i Indien, South 24 Paraganas)
Balarāmpur är en ort i Indien.   Den ligger i distriktet South 24 Paraganas och delstaten Västbengalen, i den östra delen av landet, 1 300 km sydost om huvudstaden New Delhi. Balarāmpur ligger 9 meter över havet och antalet invånare är 4 967.
Terrängen runt Balarāmpur är mycket platt. Runt Balarāmpur är det mycket tätbefolkat, med 2 103 invånare per kvadratkilometer. Närmaste större samhälle är Bārāsat, 19,8 km sydost om Balarāmpur. Trakten runt Balarāmpur består till största delen av jordbruksmark.